# Fórmula de Bazin
Se conhece como fórmula de Bazin ou expressão de Bazin, denominação adotada em honra de Henri Bazin, à definição, mediante ensaios de laboratório, que permite determinar o coeficiente {\displaystyle C} ou coeficiente de Chézy que se utiliza na determinação da velocidade média em um canal aberto e, consequentemente, permite calcular o caudal utilizando a fórmula de Chézy.
A formulação matemática é:
{\displaystyle C={\frac {87}{1+{\frac {m}{\sqrt {R}}}}}}
onde:
- m = parâmetro que depende da rugosidade da parede
- {\displaystyle R} = raio hidráulico